# 隔牆有情人
《隔牆有情人》（西班牙語：Pared con pared）是2024年Netflix原創西班牙浪漫喜劇電影，由帕特莉夏·豐特（Patricia Font）執導，瑪塔·桑切斯（Marta Sánchez）編劇。電影改編自克洛維斯·科尼拉克主演的2015年法國喜劇片《非誠勿擾》。領銜主演為歌手兼演員艾塔娜·奧卡尼亞和費爾南多·瓜拉爾。
電影於2024年4月12日在Netflix全球同步上映。

## 劇情
鋼琴家瓦倫提娜（艾塔娜·奧卡尼亞飾）獨自搬到馬德里市中心的單人公寓生活。一段時間後，她經常聽見鄰居會發出奇怪的巨響。她試圖向牆另一面的鄰居溝通，得知對方是遊戲開發者，為了營造安靜的工作環境而製造怪聲嚇跑鄰居。

## 演員及角色
| 演員                 | 角色               | 描述                                                           |
| -------------------- | ------------------ | -------------------------------------------------------------- |
| 艾塔娜·奧卡尼亞      | 瓦倫提娜 Valentina | 擁有一副好歌喉的鋼琴家。                                       |
| 費爾南多·瓜拉爾      | 大衛 David         | 固執又難相處的玩具開發者。                                     |
| 娜塔莉亞·羅德里奎茲  | 卡門 Carmen        | 瓦倫提娜的表姊。                                               |
| 亞當·葉傑斯基        | 納裘 Nacho         | 大衛的朋友。                                                   |
| 帕可·圖斯            | 賽巴斯 Sebas       | 餐館老闆。                                                     |
| 米格爾·安赫爾·穆諾茲 | 奧斯卡 Óscar       | 瓦倫提娜的前男友。喜歡控制瓦倫提娜的一切，卻不曾在乎她的感受。 |

## 製作
《隔牆有情人》改編自2015年法國浪漫喜劇電影《非誠勿擾》，原名《Tras la pared》（直譯為在牆之後），是繼2023年韓昇延和李知勳主演的韓國電影《惡鄰羅曼史》後的第二部改編作品。製片商包括三影業（Tripictures）、二代影業（Second Gen Pictures）和相親製片公司（Blind Date Productions），並由哥雅獎最佳劇情短片製作人帕特莉夏·豐特（Patricia Font）執導，瑪塔·桑切斯（Marta Sánchez）改寫劇本。主演陣容包括歌手艾塔娜·奧卡尼亞、費爾南多·瓜拉爾、娜塔莉亞·羅德里奎茲、亞當·葉傑斯基、帕可·圖斯和米格爾·安赫爾·穆諾茲。
電影於2022年5月開始在馬德里拍攝，並於同年6月結束。

## 發行
《隔牆有情人》前導預告於2024年3月25日發行。電影正片於同年4月12日在Netflix上映。

## 大眾迴響
根据評論匯總网站爛番茄汇总的7篇评论文章，57%的评论家给予该作正面评价，平均打分为5.10分（满分10分）。

## 外部連結
- 互联网电影数据库（IMDb）上《隔牆有情人》的资料（英文）
- 在Netflix上觀看《隔牆有情人》
- 豆瓣电影上《隔牆有情人》的資料 （简体中文）